# Szelén-dioxid
A szelén-dioxid a szelén egyik oxidja, képlete SeO2. Színtelen, vagy fehér higroszkópos, kristályos anyag. Ez a vegyület a szelén leggyakoribb megjelenési formája.

## Tulajdonságai
Szilárd halmazállapotban egydimenziós polimerláncot alkot, melyet váltakozva szelén- és oxigénatomok építenek fel. A szelénatomok körül a térszerkezet piramidális, minden szelénatomhoz egy terminális oxidcsoport kapcsolódik. A hídhelyzetű Se−O kötéshossz 179 pm, a terminális Se=O kötés hossza 162 pm.  A lánc mentén az egyes szelénatomok relatív sztereokémája váltakozik (szindiotaktikus).
Gázfázisban dimer és más oligomer részecskék találhatók, magasabb hőmérsékleten monomer. A monomer szerkezete V alakú, erősen hasonlít a szén-dioxidéra, benne a kötéshossz 161 pm. A dimer formát alacsony hőmérsékletű argonmátrixban izolálták, alakja a rezgési spektruma alapján középpontosan szimmetrikus székforma. Szelén-oxikloridban oldva trimer [Se(O)O]3 keletkezik. 
A monomer SeO2 molekulája poláris, dipólusmomentuma 2,62 D, a két oxigénatom középpontjától a szelénatom felé mutat.
A szilárd anyag könnyen szublimál. Nagyon kis koncentrációban gőze undorító, rothadt tormára emlékeztető szagú. Nagyobb koncentrációban szaga a tormaszószéhoz hasonló, mely belélegezve égetheti az orrot és a torkot. Míg a SO2 jellemzően monomer molekula, a SeO2 egydimenziós láncot alkot, a TeO2 pedig térhálós polimer.
A SeO2 savas oxid, vízben oldva szelénsav keletkezik. Bázisokkal szelenit sók képződése közben reagál, ezekben SeO2−3 anion található. Nátrium-hidroxiddal például nátrium-szelenit sót képez:
SeO2 +  2 NaOH  →  Na2SeO3  +  H2O

## Előállítása
Előállítható szelén oxidációjával – levegőn történő elégetésével –, salétromsavval vagy hidrogén-peroxiddal történő reakciójával, de talán a legkényelmesebb eljárás a szelénessav dehidratálása.
3 Se + 4 HNO3 + H2O  → 3 H2SeO3 + 4 NO
2 H2O2 + Se  → SeO2 + 2 H2O
H2SeO3 ⇌ SeO2 + H2O

## Fordítás
Ez a szócikk részben vagy egészben  a   Selenium dioxide című angol Wikipédia-szócikk ezen változatának fordításán alapul.  Az eredeti cikk szerkesztőit annak laptörténete sorolja fel. Ez a jelzés csupán a megfogalmazás eredetét és a szerzői jogokat jelzi, nem szolgál a cikkben szereplő információk forrásmegjelöléseként.